# SN 185
SN 185, la supernova osservata dalla Terra nell'anno 185, è considerata la più antica supernova di cui si hanno testimonianze storiche poiché probabilmente è la stella ospite descritta nel Libro degli Han posteriori dagli astronomi cinesi e negli annali dell'antica Roma. Apparsa in prossimità di Alfa Centauri a cavallo delle costellazioni del Compasso e del Centauro il 7 dicembre del 185, rimase visibile per circa 8 mesi.
Si ritiene che il suo resto di supernova sia RCW 86. Studi effettuati nella frequenza dei raggi X sembrano confortare questa ipotesi.
Distante oltre 3000 anni luce, dal suo resto si può dedurre che raggiunse una magnitudine apparente di circa −8.